# Якобссон, Людовика
Людовика Якобссон (нем. Ludowika Jakobsson, в девичестве Эйлерс нем. Eilers, 25 июля 1884 Потсдам, Германия — 1 ноября 1968 Хельсинки, Финляндия) — немецкая, а позже российская (1912-1917) и финская фигуристка. Олимпийская чемпионка 1920 года в парном катании. Партнёром Людовики Эйлерс был российско/финский фигурист Вальтер Якобссон.
За Вальтера Якобссона Людовика вышла замуж в 1911 году, поэтому Международный союз конькобежцев считает их медали на чемпионатах мира 1910 и 1911 годов наполовину как медали Германии и наполовину как медали России. После заключения брака Людовика представляла на соревнованиях Великое княжество Финляндское, входившее в то время в состав Российской империи.
Людовика Якобссон—Эйлерс также довольно успешно выступала в женском одиночном катании. В 1911 году она выиграла бронзовую медаль на чемпионате мира, представляя ещё Германию.

## Спортивные достижения

### В парном катании
| Соревнования/Сезон      | 1910 | 1911 | 1912 | 1913 | 1914 | 1920 | 1922 | 1923 | 1924 | 1928 |
| Зимние Олимпийские игры |      |      |      |      |      | 1    |      |      | 2    | 5    |
| Чемпионаты мира         | 2    | 1    | 2    | 2    | 1    |      | 2    | 1    |      |      |

### В женском одиночном катании
| Соревнования/Сезон | 1911 | 1912 |
| Чемпионаты мира    | 3    | 7    |